# Filialkirche St. Ulrich (Villach)

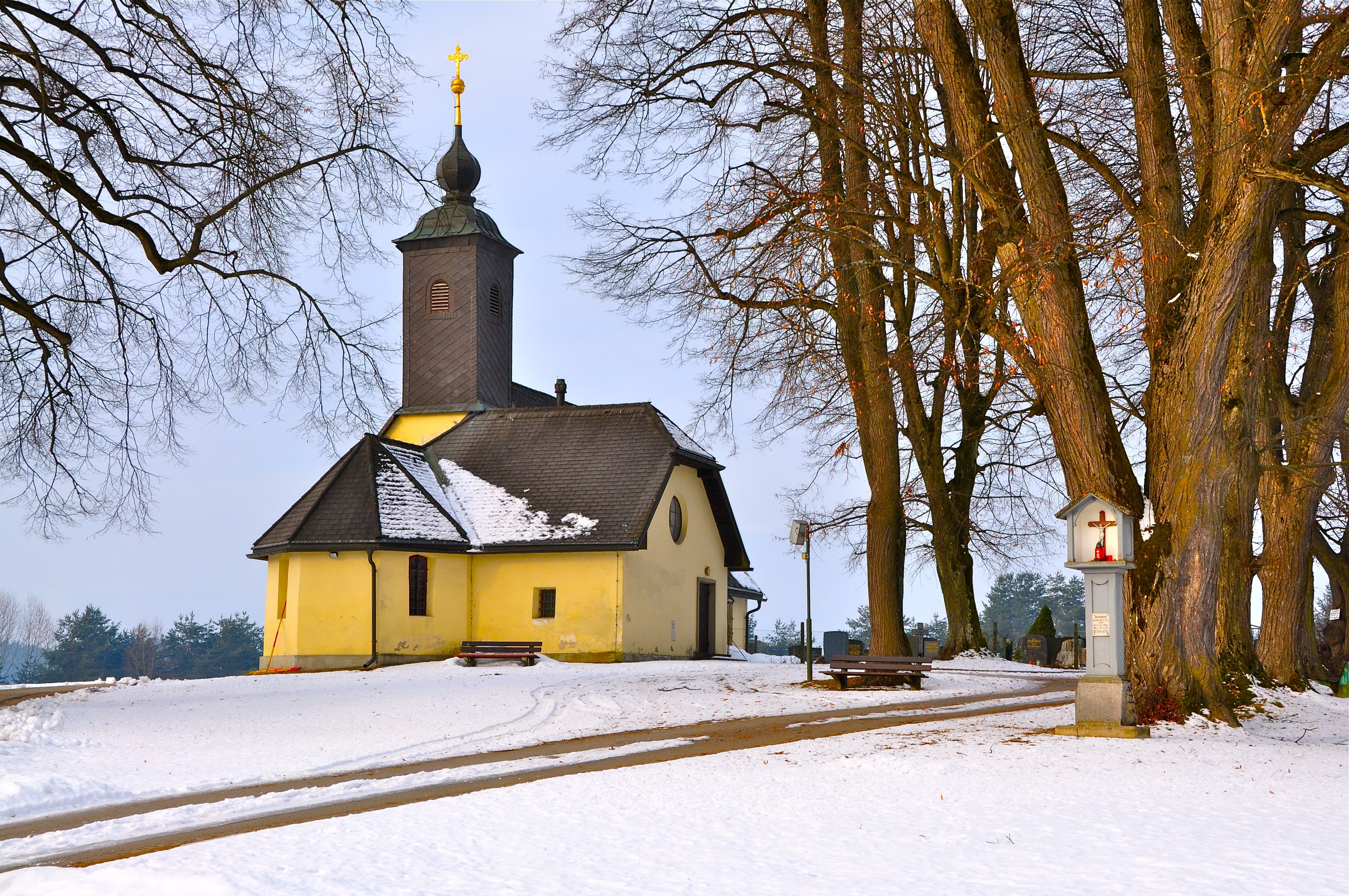
Filialkirche St. Ulrich

Die Filialkirche St. Ulrich bei Villach gehört zur Pfarre Maria Landskron.
St. Ulrich wird 1431 erstmals genannt. Bei der Restaurierung 1966 erfuhr das Bauwerk mit romanischen und gotischen Elementen wesentliche Umgestaltungen.
Das Langhaus wurde verbreitert und verlängert. Der östliche Dachreiter mit rundbogigen Schallöffnungen ist von einem kleinen Zwiebelhelm bekrönt.  Der niedere, leicht eingezogene, gotische Chor endet mit einem 5/8-Schluss. Im Norden schließen die Sakristei und die neugebaute Totenhalle an. Das ehemalige Westportal, ein spätgotisches, profiliertes Spitzbogenportal befindet sich jetzt an der Nordseite. Betreten wird die Kirche durch das neue Südportal mit Vordach.
Im Inneren ist im verlängerten Teil des Langhauses der offene, holzverkleidete Dachstuhl zu sehen. Über dem romanischen Teil des Langhauses spannt sich  eine flache Holzdecke. Die Orgelempore besteht aus Beton. Der halbkreisförmige Triumphbogen wurde 1966 verbreitert. Der einjochige Chor besitzt ein Stichkappentonnengewölbe. Ein gotisches Schulterbogenportal führt in die kreuzgewölbte Sakristei.
Der Altarraum wurde 1995/96 durch R. Kamnig umgestaltet.
Bemerkenswert ist der kleine gotische Flügelaltar, der vor oder um 1500 von der älteren Villacher Werkstatt geschaffen wurde. In der Mitte steht die Statue des heiligen Ulrich, auf den Innenseiten der Flügel sind die Heiligen Nikolaus und Rupert zu sehen, außen Maria und der Verkündigungsengel.
Das barocke Hängekreuz vom Anfang des 18. Jahrhunderts diente früher als Vortragekreuz.
Der ehemalige Hochaltar der Kirche steht heute in der Kirche von Vassach.